# Carl-Uno Larsson
Carl-Uno Otto Larsson, född 30 april 1944 i Högalids församling i Stockholm, är en svensk mekaniker som i unga år var barnskådespelare.
Carl-Uno Larsson är son till fotografen Uno Larsson och Jenny Margareta, ogift Sjögren. Han medverkade i fem filmer 1950–1954. Han debuterade i Elof Ahrles Loffe blir polis och sin största roll gjorde han i Ingmar Bergmans Sommaren med Monika (1953) där han spelade huvudpersonen Monikas yngre bror. Han medverkade också i Gunnar Collins uppsättning av Emil och detektiverna som hade premiär på Dramaten den 4 december 1957.
I vuxen ålder arbetade Larsson som mekaniker.

## Filmografi
- 1950 – Loffe blir polis
- 1953 – Dansa min docka
- 1953 – Göingehövdingen
- 1953 – Sommaren med Monika
- 1954 – I rök och dans